# 小堀豊子
小堀 豊子（こぼり とよこ、1941年8月22日 - ）は元毎日放送アナウンサー・大阪芸術大学教授。愛称は「小堀のおばちゃま」。

## 来歴・人物
東京都出身。1964年に早稲田大学教育学部を卒業後、毎日放送（MBS）に入社。入社後は、テレビ・ラジオのニュース番組や、『MBSイブニングレーダー』（MBSラジオ）などの報道番組を主に担当していた。
アナウンサー時代には、後輩の吉田智子と同じく、ニュースや『あどりぶランド』（MBSテレビで放送されていた同局アナウンサー総出演の深夜番組）以外にテレビ番組で露出する機会は非常に少なかった。その一方で、テレビ番組のナレーションや（全国ネット番組を中心に）提供クレジットの読み上げを数多く担当。局内でのアナウンス教育にも深く携わったことで、若手アナウンサーからは「お母ちゃん」のような存在として親しまれた。
1992年5月に、アナウンサー室から社長室秘書部へ異動。その後は、2001年に定年を迎えるまで、経営部門に所属していた。毎日放送を定年で退職した後に、大阪芸術大学芸術学部放送学科の教授に就任。2012年3月に定年で退官するまで、同僚の桑原征平（元関西テレビアナウンサー）などとともに、後進の指導に当たっていた。

## 出演していた番組
- なつメロ歳時記
- ボランティアレポート〜あなたの力を〜
- トーク最前線
- 諸口あきらのイブニングレーダー[1]
- 出会いの詩[1]
- 大阪大学放送講座[1]
- 毎日ニュース
- すてきな出逢い いい朝8時・提供読み　他